# Astragalus hartvigii
Astragalus hartvigii är en ärtväxtart som beskrevs av Kit Tan. Astragalus hartvigii ingår i släktet vedlar, och familjen ärtväxter. Inga underarter finns listade i Catalogue of Life.